# فلاندر (بلجيكا)
الفلاندر (بالهولنديَّة: Vlaanderen، وتُلفظ: فلاندِرِن) هو الجزء الشمالي الناطق بالهولندية من بلجيكا وأحد المجتمعات والمناطق اللغوية ببلجيكا، ومع ذلك هناك العديد من التعريفات المتداخلة بعضها يتعلق بالتاريخ والسياسة والثقافة واللغة وحتى الدول المجاورة. يسمى سكان هذه المناطق بالفلمنك، ويطلق على كل ما يرتبط بها بالفلمنكية. لعاصمة الرسمية لفلاندرز هي مدينة بروكسل، على الرغم من أن منطقة العاصمة بروكسل التي تضمها لديها حكومة إقليمية مستقلة. من بين مسؤوليات حكومة فلاندرز هي الاهتمامات الاقتصادية للمنطقة الفلمنكية والجوانب المجتمعية للحياة الفلمنكية في بروكسل مثل الثقافة والتعليم الفلمنكي.

## تاريخ
منذ القرن التاسع عشر ونتيجة للأهمية التاريخية التي اكتسبتها مقاطعة فلانديرز في بلجيكا، صار مصطلح «فلاندر» يُطلق على كل مناطق بلجيكا التي تتكلم باللغة الهولندية وهي المناطق التي تقع في شمال بلجيكا. 
كلمة فلاندر في بلجيكا قد تعني عدد من الأشياء مثل:
- مقاطعة فلانديرز: وهي واحدة من ثلاثة مقاطعات في بلجيكا إلى جانب المقاطعة الفرنسية والمقاطعة الألمانية، وهذا تقسيم بحسب اللغة السائدة للسكان.
- الإقليم الفلامندي: وهي واحدة من الأقاليم الفيدرالية لبلجيكا.
- مجموع المؤسسات السياسية في هذه المقاطعة.
- مقاطعات الفلاندرز: وهما مقاطعتان، مقاطعة فلاندر الشرقية، و مقاطعة فلاندرز الغربية.

## أصل التسمية
يرجع أصل تسمية كلمة فلاندر إلى معنى «الأراضي المغمورة» بالمياه نتيجة الفيضان.

## أعلام
- كريتيان دي تروا.
- هينريتش إسحاق.
- جورج كينيدي.
- إرنست كيلي.